# Casa Manuel Felip
 (avril 2023).
La Casa Manel Felip est un bâtiment moderniste situé dans le district de l'Eixample à Barcelone. Elle a été dessinée par l'architecte Telm Fernández i Janot en 1901. Elle fait partie de l'ensemble de constructions modernistes de la rue d'Ausiàs Marc, et se trouve presque à côté de la Casa Felip, du même architecte. C'est une œuvre protégée comme Bien Culturel d'Intérêt Local.
L'étage principal abrite depuis 1998 le siège de la Fondation Vila Casas et, depuis 2008, la galerie Espace Volart2 de la même Fondation se trouve dans les anciens magasins du bâtiment moderniste.

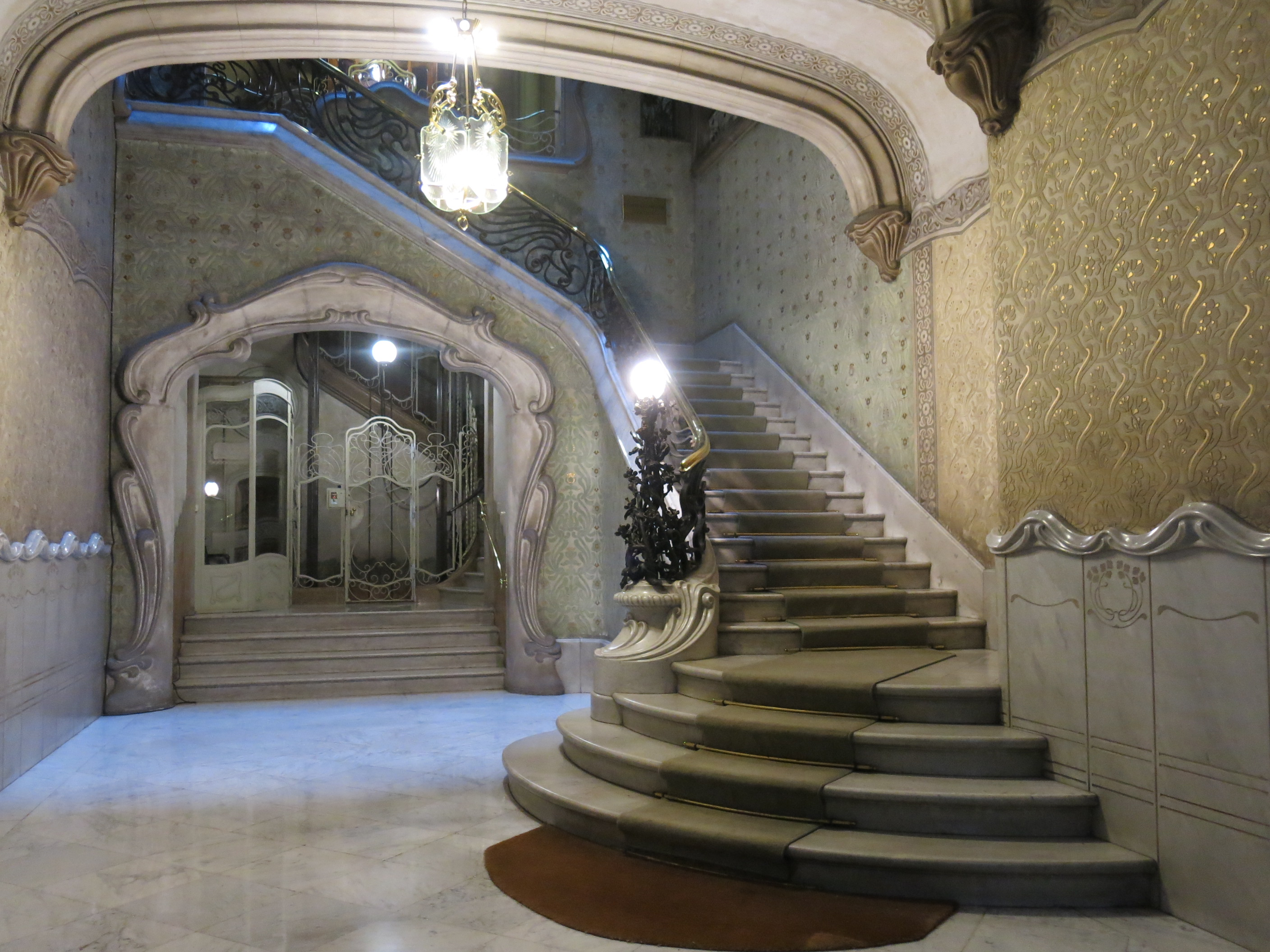
Vestibule

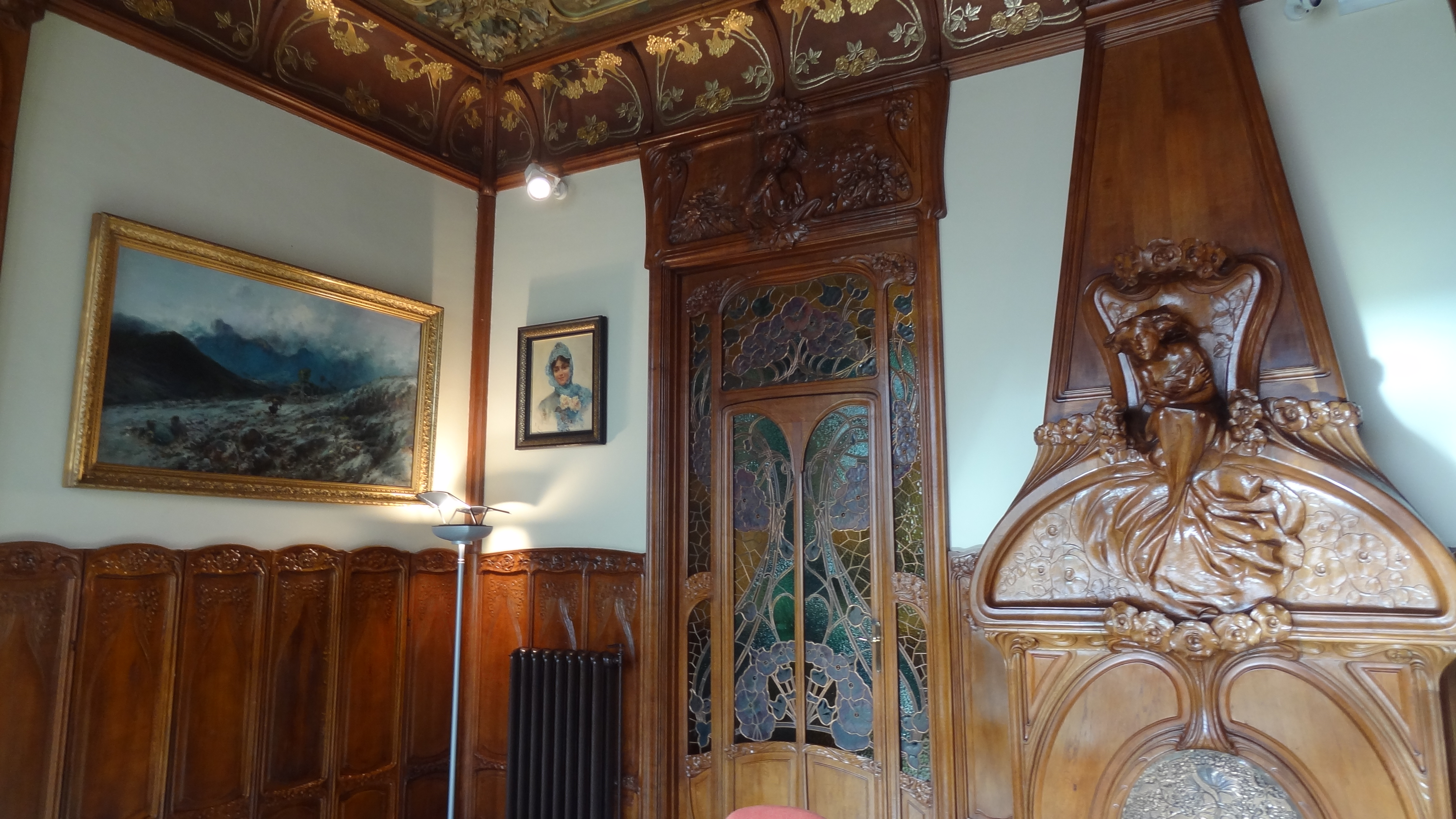
Intérieur

## Histoire
En 1901, Manuel Felip Sintas (Barcelone, 1856 - Barcelone, 1913) a commandé sa nouvelle maison comme un manoir dans le quartier de l'Eixample sur la rue Ausiàs March,.